# Småland (dagstidning)

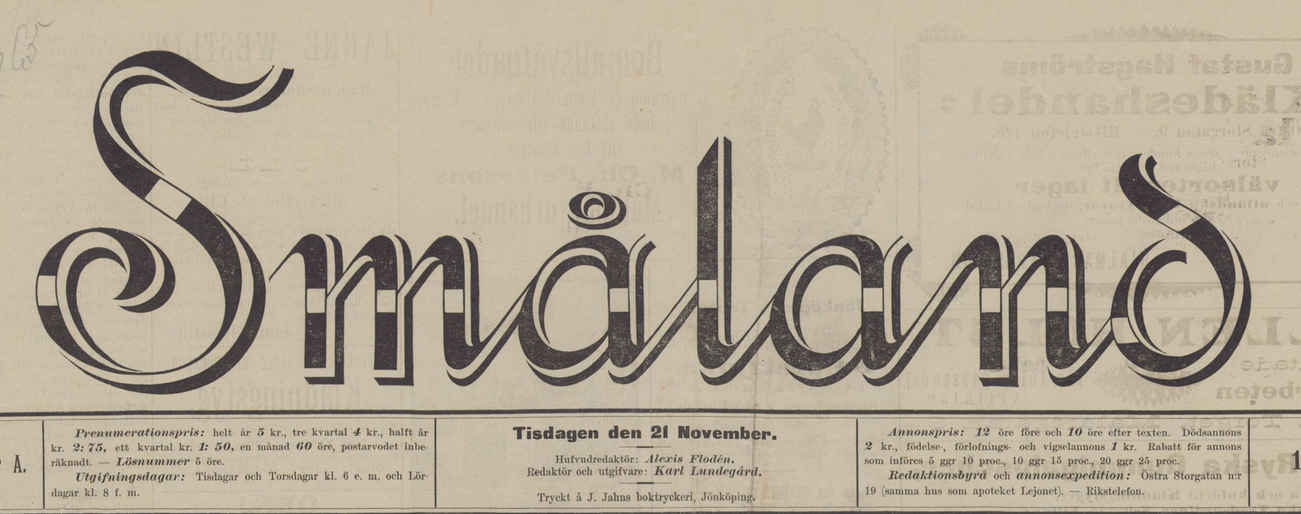
Logga under hela utgivningen

Småland var en frisinnad dagstidning som utgavs i Jönköping åren 1893–1901. Tidningen utkom tre dagar i veckan. Bland dess medarbetare kan nämnas redaktören Erland Hellbom samt Otto von Zweigbergk, senare mångårig chefredaktör för Dagens Nyheter. Under den senares redaktörskap hade tidningen ett tydligt liberalt budskap. Under hela utgivningen utgavs den från redaktionen på Östra Storgatan 19, och hade i början en upplaga av 5000 exemplar. 

### Webblänkar
- Nya Lundstedt, Kungliga bibliotekets databas över dagstidningar